# Azeglio Vicini
Azeglio Vicini (Cesena, 20 de março de 1933 — Bréscia, 31 de janeiro de 2018) foi um futebolista e treinador de futebol italiano. Jogava como meio-campista.

## Carreira de jogador
Revelado pelo Cesena, Vicini fez sucesso jogando por Lanerossi Vicenza (1953–56) e Sampdoria (1956–1963). Aposentou-se em 1966, quando defendia o Brescia.
Morreu na Itália, aos 84 anos, em 31 de janeiro de 2018.

## Carreira como técnico
Um ano depois de encerrar a carreira, Vicini aceitou uma proposta do então presidente do Brescia, Aldo Lupi, fazendo sua estreia como treinador pelos rondinelle. A passagem dele, no entanto, durou apenas 1 ano. Posteriormente, viria a trabalhar nas categorias de base da Seleção Italiana, onde comandaria as categorias Sub-23 e Sub-21 entre 1975 e 1986, quando assumiu a vaga de Enzo Bearzot, que deixara o cargo após a eliminação nas oitavas-de-final da Copa de 1986 para a França.
Sob a gestão do técnico, a Squadra Azzurra chegou às semifinais da Eurocopa de 1988 e da Copa de 1990, onde chegou em terceiro lugar e com a melhor defesa da competição (formada por Franco Baresi, Paolo Maldini, Riccardo Ferri e Giuseppe Bergomi, além do goleiro Walter Zenga), com apenas 2 gols sofridos. Após não conseguir classificar a Itália para a Eurocopa de 1992, foi demitido e Arrigo Sacchi foi escolhido como substituto.
Em 1992, voltou ao Cesena, clube onde iniciou a carreira de jogador, permanecendo por 1 ano. Encerrou a carreira de técnico em 1994, na Udinese.

## Críticas
Seu estilo de jogo foi muito criticado durante o período em que esteve à frente da seleção principal da Itália, pois a imprensa o acusava de elogiar quem não merecia e criticar acidamente quem ele deveria suportar.
O atacante Roberto Baggio foi um dos principais alvos de Vicini, que o acusava de ser extremamente individualista e não possuir espírito de equipe. Ao marcar um gol frente à Checoslováquia na primeira fase (onde driblou toda a defesa), Vicini colocou o jogador no banco de reservas no jogo seguinte contra o Uruguai, para desespero da torcida e da imprensa, sob essa mesma alegação.
Outra vítima das críticas do treinador era o meio-campista Carlo Ancelotti, a quem acusava de não ter na seleção o mesmo rendimento que ele jogava no Milan, clube no qual atuava na época.
Por criticar duramente quem deveria suportar, Vicini ganhou a fama de "chato" pela imprensa italiana e pela torcida.